# 行政区 (德国)

图示（2008年8月1日）

德國行政区（德語：Regierungsbezirk）是德国行政区划中的1.5级行政区，位于联邦州之下，郡和非县辖城市之上。人口和面積相當於中華人民共和國的地級，也相當於清代的府。注意并不是所有的州都有這種府级行政区划。

## 现有行政区
- 巴登-符腾堡州
  - 弗莱堡行政区
  - 卡尔斯鲁厄行政区
  - 斯图加特行政区
  - 蒂宾根行政区
- 巴伐利亚州
  - 上弗兰肯行政区
  - 下弗兰肯行政区
  - 中弗兰肯行政区
  - 施瓦本行政区
  - 上普法尔茨行政区
  - 上巴伐利亚行政区
  - 下巴伐利亚行政区
- 黑森州
  - 达姆施塔特行政区
  - 吉森行政区
  - 卡塞尔行政区
- 北莱茵-威斯特法伦州
  - 阿恩斯贝格行政区
  - 代特莫尔德行政区
  - 杜塞尔多夫行政区
  - 科隆行政区
  - 明斯特行政区

## 取消的行政区

### 普鲁士王国时期
- 柏林行政区，包括城市和几个郊区，于1822年并入勃兰登堡省波茨坦行政区
- 於利希-克萊沃-貝格省
  - 克莱沃行政区，于1822年并入杜塞尔多夫行政区
- 西里西亚省
  - 赖兴巴赫行政区，1820年并入布雷斯劳和利格尼茨行政区
- 波美拉尼亚省
  - 施特拉尔松德行政区，1932年并入斯德丁行政区

### 1919/20年解散
- 波森省
  - 布龙贝格行政区
  - 波森行政区
- 西普鲁士省
  - 但泽行政区
  - 马林韦德行政区，于1922年重新建立为东普鲁士省的西普鲁士地区
- 阿尔萨斯-洛林帝国领
  - 洛林行政区
  - 下阿尔萨斯行政区
  - 上阿尔萨斯行政区

### 1945年解散
- 瓦尔特兰帝国大区
  - 霍恩薩爾札行政区
  - 利兹曼施塔特行政区
  - 波森行政区
- 西里西亚大区
  - 卡托维茨行政区
  - 布雷斯劳行政区
  - 利格尼茨行政区
  - 奥珀伦行政区
- 东普鲁士大区
  - 齐切瑙行政区
  - 阿伦施泰因行政区
  - 贡宾嫩行政区
  - 柯尼斯堡行政区
- 勃兰登堡边疆大区
  - 法兰克福行政区
- 波美拉尼亚大区
  - 斯德丁行政区
  - 克斯林行政区
  - 施奈德穆爾行政区，战前曾属波森-西普鲁士

### 盟军占领时期
- 东德
  - 爱尔福特行政区，于1944/1945年解散
  - 法兰克福行政区，1945年解散
  - 利格尼茨行政区，于1945年解散，并入波兰
  - 斯德丁行政区，于1945年解散，并入波兰
  - 马格德堡行政区，1945年解散，1990年重建，2004年解散
  - 波茨坦行政区，于1945年解散
  - 梅泽堡行政区，于1944/1945年解散
  - 明登行政区，1947年并入代特莫尔德
- 西德
  - 石勒苏益格行政区，1946年解散，划为石勒苏益格-荷尔斯泰因省
  - 西格马林根行政区，于1946年并入符腾堡-霍亨索伦

### 两德统一后
- 萨克森州
  - 开姆尼茨行政区
  - 德累斯顿行政区
  - 莱比锡行政区
- 下萨克森州
  - 不伦瑞克行政区
  - 汉诺威行政区
  - 吕讷堡行政区
  - 威悉-埃姆斯行政区